# Idiocera leechi
Idiocera leechi är en tvåvingeart som först beskrevs av Alexander 1964.  Idiocera leechi ingår i släktet Idiocera och familjen småharkrankar. Inga underarter finns listade i Catalogue of Life.